# رابرت ادوارد ویتاکر
رابرت ادوارد ویتاکر (انگلیسی: Robert Whittaker; ۱۸ ژوئن ۱۸۹۴ – ۱۷ فوریهٔ ۱۹۶۷) فرمانده نظامی و پرسنل نظامی اهل بریتانیا بود.